# Meritamon (filla de Seti I)
Meritamon fou una princesa egípcia filla del faraó Seti I.
Com era tradicional a les dinasties egípcies, Meritamon es va casar amb el seu germà Ramsès II. Aquest més tard es va casar amb una filla pròpia que havia tingut amb Nefertari i que també es deia Meritamon, però probablement aquesta Meritamon va morir abans del casament amb l'altra.